# Talcy (Yonne)
Talcy és un municipi francès, situat al departament del Yonne i a la regió de Borgonya - Franc Comtat. L'any 2007 tenia 87 habitants.

## Demografia

### Població
El 2007 la població de fet de Talcy era de 87 persones. Hi havia 32 famílies, de les quals 4 eren unipersonals (4 homes vivint sols), 16 parelles sense fills i 12 parelles amb fills.
La població ha evolucionat segons el següent gràfic:
Habitants censats

### Habitatges
El 2007 hi havia 79 habitatges, 35 eren l'habitatge principal de la família, 38 eren segones residències i 6 estaven desocupats. 78 eren cases i 1 era un apartament. Dels 35 habitatges principals, 31 estaven ocupats pels seus propietaris, 3 estaven llogats i ocupats pels llogaters i 1 estava cedit a títol gratuït; 2 tenien dues cambres, 8 en tenien tres, 8 en tenien quatre i 17 en tenien cinc o més. 22 habitatges disposaven pel capbaix d'una plaça de pàrquing. A 16 habitatges hi havia un automòbil i a 18 n'hi havia dos o més.

### Piràmide de població
La piràmide de població per edats i sexe el 2009 era:
| Homes | Edats   | Dones |
| ----- | ------- | ----- |
| 0     | 95 o +  | 0     |
| 0     | 90 a 94 | 0     |
| 0     | 85 a 89 | 0     |
| 0     | 80 a 84 | 0     |
| 0     | 75 a 79 | 0     |
| 4     | 70 a 74 | 4     |
| 8     | 65 a 69 | 4     |
| 0     | 60 a 64 | 0     |
| 8     | 55 a 59 | 4     |
| 4     | 50 a 54 | 8     |
| 0     | 45 a 49 | 4     |
| 0     | 40 a 44 | 0     |
| 0     | 35 a 39 | 0     |
| 0     | 30 a 34 | 0     |
| 0     | 25 a 29 | 0     |
| 0     | 20 a 24 | 4     |
| 4     | 15 a 19 | 0     |
| 0     | 10 a 14 | 0     |
| 0     | 5 a 9   | 0     |
| 0     | 0 a 4   | 0     |

## Economia
El 2007 la població en edat de treballar era de 45 persones, 34 eren actives i 11 eren inactives. De les 34 persones actives 32 estaven ocupades (17 homes i 15 dones) i 2 estaven aturades (1 home i 1 dona). De les 11 persones inactives 6 estaven jubilades, 2 estaven estudiant i 3 estaven classificades com a «altres inactius».
Activitats econòmiques
Els 2 establiments que hi havia el 2007 eren d'empreses de serveis.
L'any 2000 a Talcy hi havia 3 explotacions agrícoles.

## Poblacions més properes
El següent diagrama mostra les poblacions més properes.